# Mas Pagès (Palamós)
El Mas Pagès és una obra de Palamós (Baix Empordà) inclosa a l'Inventari del Patrimoni Arquitectònic de Catalunya.

## Descripció
La façana està orientada a migdia. El portal d'entrada és d'arc de mig punt amb dovelles. Els marcs de les finestres i els angles són de carreus. Entre les dues finestres del primer pis hi ha un rellotge de sol. La coberta és a dues vessants de teula àrab. A la dreta un contrafort divideix la casa d'un altre cop, l'antiga pallissa, que té una gran arcada i una finestra a la part alta. Aquest espai està mancat de coberta i s'ha convertit en un pati interior.

## Història
La llinda de la finestra de la façana té gravada la data de 1665. Però la construcció que feia de paller és una mica anterior ja que trobem la xifra de "MDCL".
Les últimes reformes són de l'any 1971 i en aquesta intervenció es va repicat l'arrebossat per deixar la pedra vista.